# Монте Албан
Монте Албан е голям доколумбов археологически обект в община Санта Крус Чочокотлан в южно мексиканския щат Оахака (17.043°N, 96.767° W). Разкопките са разположени на малък планински масив издигащ се над равнината в централната част на долината на Оахака, където се съединяват три долини, представляващи голямата Долина Оахака – като на север е Eтла, на изток е Тлаколула, а на юг Симатлан и Окотлан. Днешната столица на щата Оахака се намира приблизително 9 км източно от Монте Aлбан.
Частично разкопаният гражданско-церемониален център на Монте Aлбан се намира върху изкуствено заравнено плато на височина около 1940 м над морското равнище или издигащ се около 400 м над нивото на равнината. Подстъпите са стръмни и предлагат естествена защита. Комплексът се характеризира с няколкостотин изкуствени тераси, терасовидни архитектурни групи, покриващи билото и околните страни (Blanton, 1978)
.
Също и археологическите останки върху близките хълмове на север – Атсомпа (на испански: Atzompa) и Ел Гайо (El Gallo, „петелът“) традиционно се смятат за неразделна част от античния комплекс. Като един от най-ранните градове на Мезоамерика, Mонте Албан е важен като основен социално политически и икономически център на цивилизацията на сапотеките (на испански: Zapotec) в продължение на близо хиляда години. За разцвет на Монте Албан се смятат, че са вековете между 250 и 700 от н.е., когато градът е столица на сапотеките с близо 25 000 обитатели (а по други дании и до 30 000). Градът доминирал по-голямата част от Оахакските възвишения и осъществявал търговски и културен обмен с останалия Мезоамерикански регион и местни градове-държави като Теотиуакан на север.
.

## История

### Името на хълма
На някои страници в интернет се появява име, което се приписва на Монте Албан с твърдението, че е на езика на сапотеките, но без налични първоизворни източници. Според тези частни страници името e Дани Баá, което ще рече свещен хълм . Според други и много публикувани автори, „...оригиналното име е все още загадка...“  Докато, що се отнася до новото име – Монте Албан, то назначеният за управител на района, Диего Лопес де Монте Албан, дава съвременното име на хълма. Друга версия е, че определени храсти, които цъфтят с много бели цветове, изцяло покриващи склоновете в бяло, и това подтикнало колонизаторите да го нарекат белия хълм – монте албан.

### Най-ранни заселници
Монте Албан е в центъра на плодородна долина с мек постоянен климат, Долината се разпростира около 90 километра и в най-ранната си история е обитавана от номади. Предполага се, че върхът е станал привлекателен след като набезите на околните войнстващи племена зачестили. Този планински връх е най-стратегически защитеното място в района с почти панорамен поглед към цялата игреко-образна долина.

### Селско стопанство и културен обмен
Около 1500 пр.н.е, се предполага, че са създаденни първите постоянни земеделски стопанства на сапотеките и миштеките. Около 1150-800 пр.н.е в долината пристига влиянието на олмеките поради засиления културен и търговски обмен. Допира до развитата цивилизация на олмеките създава предпоставка за оформяне на местно класово общество. Ранна керамика от олмекски произход и други оръдия на труда са намерени на разкопките на селището Сан Хосе Моготе (((es))), датиращи от 1100 пр.н.е. Те са причина за спекулации дали близкият Монте Албан може да е бил изграден от олмеките. Но намерената керамика на Монте Албан, макар да има олмекски декоративни мотиви, е далеч по-съвършена и по-качествено изработена. Поради това се смята, че заселниците са взаимствували културно и икономически от олмеките, но са били определено от племената на сапотеките, които са известни като грънчари особено на един вид черна керамика – Баро негро (((es)).

### Основаване
През периода преди основаването на Монте Албан, Сан Хосе Mоготе е най-големият населен център в долината и седалище на племе, което вероятно контролира голяма част от северното разклонение Етла. Регионални данни предполагат съществуването на незаета буферна зона между племето, обитавало Сан Хосе Моготе, и племената на юг и изток.
Според най-ранните намерени при разкопки археологически образци за дата на основаването се смята 900 пр.н.е., датирано по метода за радиовъглеродно датиране (14C).
 Намерените в най-ранните пластове плочи от „Храма на танцуващите“ и други монументални плочи (стели) са именно от този ранен период. 
Според други изследователи, първите следи от човешки поселища на Монте Албан са от 500 пр.н.е., 
Монте Aлбан бързо достига население от около 5200 души до края на 300 пр.н.е. Това е придружено от еднакво бързо спад на населението в Сан Хосе Моготе и в съседните сателитни селища. Главно елитът на сапотеките е пряко ангажиран в основаването на бъдещата столица.
Населението на комплекса продължава да нараства значително по време на периодите 500 – 300 пр.н.е. и 300 – 100 пр.н.е.

### Исторически периоди
Историята на цивилизацията просъществувала близо 1200 години в Монте Албан е разделена на четири (а според други на пет) периода. Това деление е резултат на намерените от Касо и Бернал керамични предмети при разкопките, подобно на метода на датиране на пластовете при разкопки на обекти от древногръцката цивилизация, според керамиката намирана на различна дълбочина в изкопните пластове. Едновременно с това се е използвала и системата за датировка чрез намерените олмекски артефакти.
1. Монте Албан-I (МА-I) от около 500 до 200 пр.н.е, следвана от
2. МА-II – Протокласически период на селището, от 100 пр.н.е до 200 от н.е. [13].
3. МА-III – Класически период, трае от 200 до 900 от н.е., като също условно се разделя на
  1. MA-IIIa – ранен класически период – от 200 – 500
  2. MA-IIIб – късен класически период – от 500 – 900 [14]
4. МA-IV – Ранен предколониален период – от 900 – 1350 [15]
5. МA-V – Късен предколониален период – от 1350 – 1521 [16]

 В края на периода МА-IIIб, в археологическите находки се забелязват признаци на политически и икономически упадък.

### Разцвет и упадък
Към началото на периода Монте Албан–II, 100 пр.н.е.-200 от н.е., градът има население от 17 200 , правейки го един от най-големите американски градове по това време.
Военното присъствие на Монте Албан се разпростира в няколко зони извън долината на Оахака, включително Каняда де Кулкутлан (((es))) на север и южните долини Ехутла де Креспо (((es))) и Сола де Вега (Sola de Vega)
, .
По време на този период и в следващия ранен класически (Монте Албан IIIa), 200 – 500 от н.е., Монте Албан е столица на основната регионална държавна организация с доминиращо влияние върху долината на Оахака и върху голяма част от планинските селища. По това време селището осъществявало контакти на високо ниво между местния елит и този на мощния централен мексикански град Теотиуакан, където археолозите са установили, че имало цял квартал обитаван от етнически сапотеки от долината на Оахака. Градът загубва политическата си важност в края на късно-класическия период, около 500 – 750 от н.е. През късно-класическия период (Монте Aлбан IIIб/IV, около 800 – 1000 от н.е.) влиянието на града в долината напълно запада и елити в няколко други центрове бивши васали, започват да отстояват своята самостоятелност.

Евентуално градът е изоставен; според някои археолози, причините за изоставянето на града е намалялата плодородност на околните земеделски земи, намалелите ловни ресурси и недостиг на вода за увеличилото се население.

Скромно-мащабни населявания на нови обитатели, опортюнистични ползвания на по-ранни структури и гробници, както и ритуални посещения, маркират археологическата история на града в годините на колониалния период.

## Археологически интереси
Руините на Монте Албан са привличали любопитни посетители и археолози постоянно през последните няколко века. Потвърдена и документирана информация за ранни посетители няма. Най-ранната информация за сериозни посетители е от архива на Адолф Франсис Баделие, който посещава Монте Албан през 1881
Първата интензивна археологическа експедиция е тази на Леополдо Батрес от 1902, Генерален инспектор на паметниците, в мексиканското правителство на Порфирио Диас.
. Едва през 1931 година започват мащабни археологически екскавации под ръководството на мексиканския археолог Алфонсо Касо. За около 18 години Касо и колегите му Игнасио Бернал и Хорхе Аксота разкриват големи участъци от центъра на платото, Разкриват жилищни и култови постройки, стотици гробове и основават керамичната хронология на обекта. През 1960 под егидата на Мичиганския университет в региона на долината Оахака се провеждат проучванията „Праистория и човешка екология“ проследяващи социално-политическата организация на обитателите на долината от най-ранния заселнически период 8000 – 2000 пр.н.е. до момента преди основаването на Монте Албан – 700-500 пр.н.е.
, .
През 1970-те Блантън и колектив започват проучвания на праисторическите заселнически модели, като впоследствие разпростират интереса си до периода на испанската колонизация през 1521 г.

## Паметници
Монументалният център на Монте Aлбан е централен площад с размери около 300 на 200 метра. Около него са основните гражданско церемониални постройки и жилищата на елита или са разположени в непосредствена близост до него. Повечето от тях са били разкопани и възстановени от Алфонсо Касо и колегите му.
 Северната и южната страни на централния площад са оформени с големи платформи, достъпни чрез монументални стълбища. На изток и запад площадът е ограден от няколко по-ниски платформени могили, върху които се издигали храмове и домовете на жреците както игрище за игра на топка, популярна в доколумбова Централна Америка.
Една характеристика на Монте Албан е големият брой плочи от дялан камък срещани по протежението на целия площад. Най-ранните примери са така наречените „дансантес“ (((es)), в буквален превод – „танцьори“), намерени предимно в околностите на сграда „L“ и които представляват голи мъже в изкривени и усукани пози, някои от тях с умишлено повредени гениталии. Възгледите от 19 век, че са изобразени танцьори сега до голяма степен са отхвърлени. Тези паметници, датиращи от най-ранния период на заселване на мястото, според по-съвременни представи изобразяват измъчвани или принасяни в жертва военнопленници, някои са идентифицирани поименно и изобразяват лидери на съпернически центрове и села , . Разкопани и регистритрани са над 300 плочи „дансантес“ и някои от по-добре консервираните могат да се видят в музеите на страната или на место.

## Златното съкровище Монте Aлбан
„Тутанкамон на Латинска Америка“ – така понякога на шега археолозите наричат гроб номер 7, в който археологическата експедиция на Алфонсо Касо намира през 1931 огромна колекция от златни предмети свързани с култа към мъртвите. Стотици предмети от скъпоценни или полускъпоценни материали, оникс, обсидиан, злато, планински кристал, пълен комплект за тъкане и други атрибути свързани с културната идентичност на нежния пол.
Първоначално вярването било, че погребалният комплекс бил на племенен вожд, но след анализиране на предметите изглеждало, че става дума за знатна дама. Объркването дошло от цялата лицево-гръдна златна маска, която на пръв поглед има мъжки черти. Днес се смята, че гробът има ритуален характер и е свързан с миштекската богиня на тревата или нейния сапотекски паралел.

## Галерия
- Олтар
- Нереставриран участък – вдясно на снимката
- Поглед към централния площад – сграда „J“ е на преден план
- Поглед от юг към централния площад – сграда „J“ е на преден план
- Стела
- Стела
- План на града
- План на града
- Сграда „М“, погледната от южната платформа
- Гроб на север от северната платформа
- Сграда „X“ на северната платформа
- Неразкопана сграда на северната платформа